# Biserica Sfântul Andrei din Suceava

Biserica Sfântul Andrei din Burdujeni (Suceava)

Biserica „Sfântul Andrei” din Suceava este o biserică ortodoxă construită între anii 1992-1997 în cartierul Burdujeni al municipiului Suceava. Lăcașul de cult este localizat pe Calea Burdujeni nr. 12, în zona Cuza Vodă II, în apropiere de ieșirea din oraș către Botoșani, pe partea dreaptă. Biserica are hramul Sfântul Andrei, sărbătorit la data de 30 noiembrie.

## Istoric
Construcția bisericii a început în anul 1992, la inițiativa preotului paroh Constantin Duțuc, cu sprijinul enoriașilor din cartierul Burdujeni, fiind executată după un proiect realizat de arhitectul Constantin Gorcea. Lucrările au fost finalizate cinci ani mai târziu, când arhiepiscopul Sucevei și Rădăuților, IPS Pimen Zainea, a săvârșit ritualul de sfințire. Noul lăcaș era menit să deservească populația cartierului de blocuri Cuza Vodă, construit în perioada regimului comunist.
Apariția acestui edificiu religios s-a realizat pe fondul lipsei unui lăcaș de cult ortodox pentru locuitorii din Cuza Vodă. Înainte de construirea Bisericii „Sfântul Andrei”, în Burdujeni (cel mai mare cartier sucevean) mai existau doar Biserica „Sfânta Treime” (1851) și biserica din cadrul Mănăstirii Teodoreni (1597), ambele situate în Burdujeni-Sat, o zonă de case, mai puțin populată și aflată la nord de Cuza Vodă.
Biserica „Sfântul Andrei” a fost pictată pe interior între anii 1999-2002, sub ingrijirea preotului Ioan Duțuc. Lucrările de pictură au fost realizate în tehnică fresco de către profesorul Dan Gogu din București.